# Oliarus latifrons
Oliarus latifrons är en insektsart som först beskrevs av Walker 1851.  Oliarus latifrons ingår i släktet Oliarus och familjen kilstritar. Inga underarter finns listade i Catalogue of Life.